# Burg Murakami
Die Burg Murakami (japanisch 村上城, Murakami-jō) befindet sich in der Stadt Murakami in der Präfektur Niigata. In der Edo-Zeit residierte dort zuletzt ein Zweig der Naitō als Fudai-Daimyō.

## Burgherren in der Edo-Zeit
- Ab 1616 die Hori mit einem Einkommen von 100.000 Koku,
- ab 1644 ein Zweig der Honda mit 100.000 Koku,
- ab 1649 ein Zweig der Matsudaira mit 150.000 Koku,
- ab 1667 die Sakakibara mit 150.000 Koku,
- ab 1704 ein Zweig der Honda mit 150.000  Koku,
- ab 1710 ein Zweig der  Ōkōchi mit 72.000 Koku,
- ab 1717 die Manabe mit 50.000 Koku,
- ab 1720 ein Zweig der Naitō mit 50.000 Koku.

## Geschichte
Die Burg Murakami soll auf die Honjō (本庄氏) zurückgehen. Sie liegt auf dem Hügel Gagyū-zan (臥牛山) 103 m über dem Meeresspiegel, einem Ausläufer eines von Nordosten nach Südwesten verlaufenden Höhenzuges.
Als 1598 Hori Hideharu (堀 秀治; 1576–1606) die Provinz Echigo erhielt, gab er die Burg mit einem Einkommen von 90.000 Koku an seinen Vasallen Murakami Yorikatsu (村上 頼勝). Yorikatsu baute die Burg mit Mauern und acht Wachtürmen aus und legte eine Burgstadt unterhalb der Anhöhe an. 1618 zog dann Hori Naoyori (堀 直寄; 1577–1639) mit 100.000 Koku ein. Es folgten dann weitere Burgherren, bis schließlich ein Zweig der Naitō die Burg bis zur Meiji-Restauration 1868 übernahm.

## Die Anlage

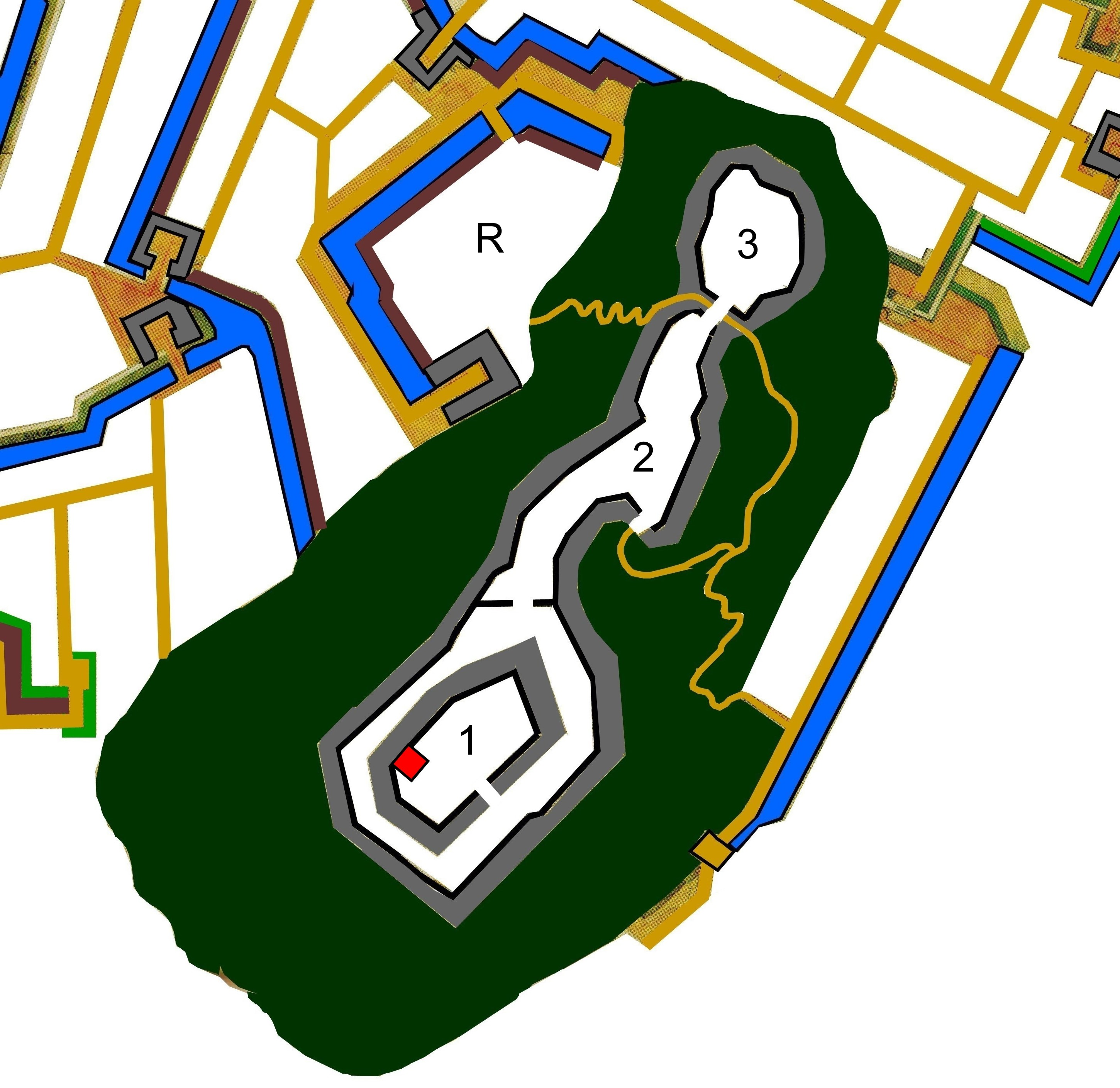
Burg Murakami (siehe Text)

Die Hori formten die Burg weiter mit dem innersten Bereich, dem Hommaru (本丸; 1) mit dem Burgturm (天守, Tenshu; rot markiert), und den weiteren Bereichen Ni-no-maru (二の丸; 2) und San-no-maru (三の丸; 3) auf der Höhe und verlängerten die Mauern. Ab 1661 baute Matsudaira Naonori (松平 直矩; 1642–1695) mit Erlaubnis des Bakufu die Burg weiter aus und errichtete 1663 einen dreistöckigen Burgturm, der aber bereits 1667 verloren ging. Danach wurde der Burgturm nicht wieder aufgebaut.
Zu dieser Zeit wurde die Residenz [R] am Fuße des Berges angelegt, dazu kamen dort die Gebäude für die Verhaltung des Han. 1752 brannte durch Blitzeinschlag der Wachturm des Kane-no-maru (鐘の丸) ab. 1752  ging das Tor Naka-no-mon (中の門) durch Blitzeinschlag verloren. 1778 gingen weite Bereiche der Burg, diesmal durch einen Brand, verloren.
Im Boshin-Krieg 1868 wurde die Burg von den Truppen der neuen Regierung angegriffen, worauf die Soldaten des Han den zweiten Burgbereich in Brand steckten. Die restlichen Bauwerke wurden nach 1868 abgerissen. 
Heute ist noch die Basis des Burgturms an der Südwestecke des Hommaru erhalten, auch das Tor zum Hommaru ist in seinen steinernen Resten erkennbar. Im zweiten Burgbereich sind die Basen von auf den Mauern aufgesetzten Bauten, sogenannte Yaguratamon (櫓多聞) erkennbar, auch die Reste von vier Toren sind erhalten. In ähnlichem Maße ist der dritten Burgbereich erhalten.